# Intel Tera-Scale
Intel Tera-Scale est un programme de recherche d'Intel visant à augmenter le nombre de cœurs d'exécution présents dans les processeurs de la firme.
Le processeur de recherche TeraFlops a été développé dans ce cadre, et présente aujourd'hui 80 cœurs.
Afin de tirer parti de cette multiplicité de cœurs, Intel développe en parallèle le modèle de programmation Ct.